# تاتیانا استیتسنکو
تاتیانا استیتسنکو (اوکراینی: Тетяна Іванівна Стеценко (Буняк)؛ ۷ فوریهٔ ۱۹۵۷ – ) قایقران روئینگ اهل اتحاد جماهیر شوروی سوسیالیستی بود.
وی در مسابقات کشوری و بین‌المللی در مجموع برندهٔ ۲ مدال نقره شده‌است.